# Lindores Loch
Lindores Loch är en sjö i Storbritannien.   Den ligger i kommunen Fife och riksdelen Skottland, i den norra delen av landet, 600 km norr om huvudstaden London. Lindores Loch ligger 68 meter över havet. Arean är 0,24 kvadratkilometer. Trakten runt Lindores Loch består till största delen av jordbruksmark. Den sträcker sig 0,7 kilometer i nord-sydlig riktning, och 0,8 kilometer i öst-västlig riktning.